# Pujals dels Pagesos
Pujals dels Pagesos és un poble situat al municipi de Cornellà del Terri, a la comarca del Pla de l'Estany. Està situat a l'interfluvi de les rieres de Garrumbert i de la Farga.

## Història

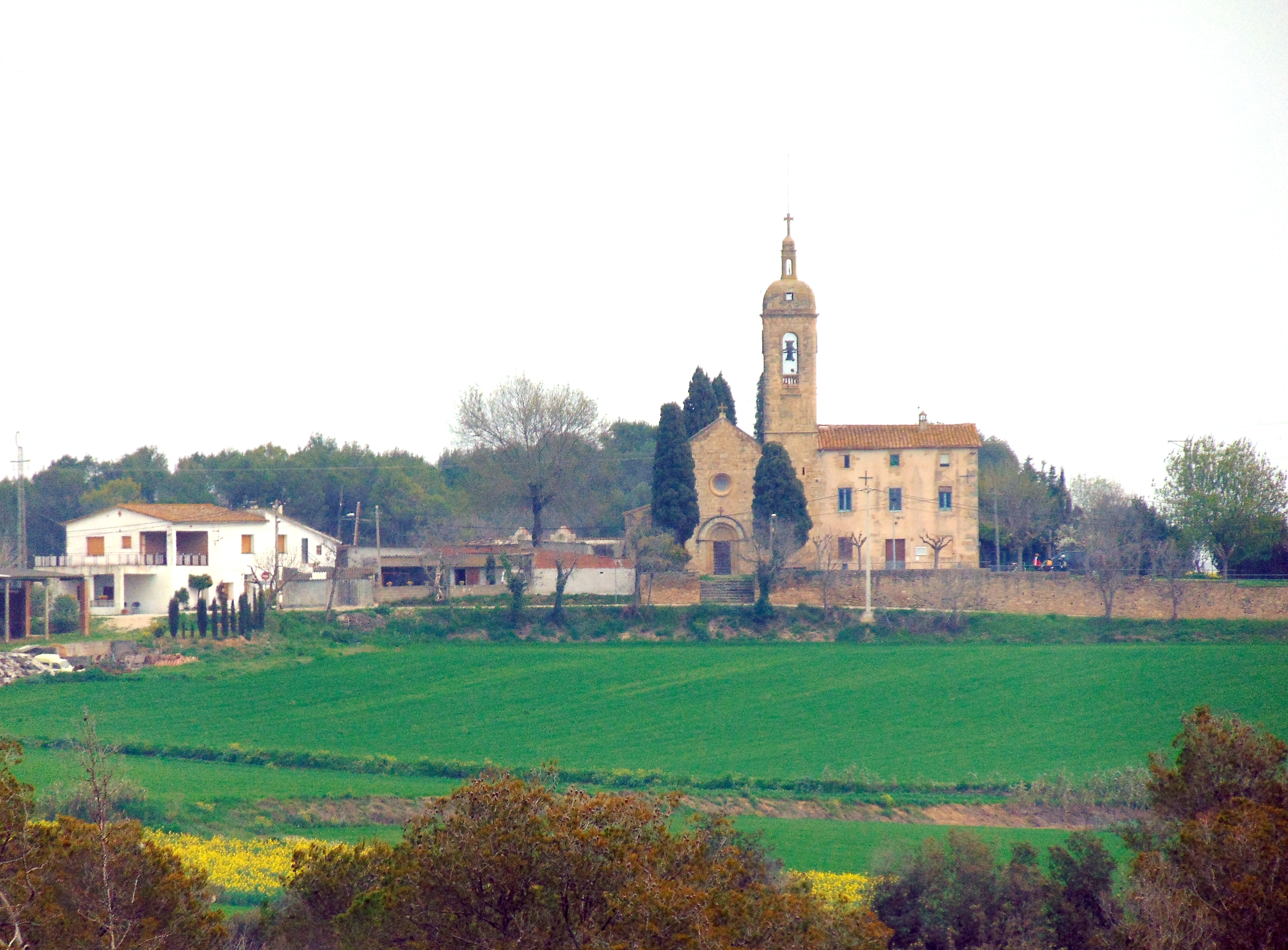

Apareix citat antigament, en llatí, com a Podialis Rusticorum. El nom del poble, derivat del mot llatí “podium” (puig), prové de la situació enlairada que té.
Inicialment, només era un veïnat on vivien els pagesos que depenien dels senyors de Pujals dels Cavallers. Prengué personalitat pròpia a partir del segle xi, principalment quan s'erigí l'església parroquial de Santa Maria.
La pertinença de Pujals a diversos senyors laics i eclesiàstics es fa evident, per exemple, a través dels delmes que es pagaven en espècie a diferents senyors durant la segona meitat del segle xiv.

## Principals monuments
El principal edifici del poble és l'església parroquial, d'estil romànic, però molt transformada. Fou construïda al segle xii, i té una porta de triple arquivolta en la façana oest. Al segle xviii se'n reformà l'estructura, afegint-hi dues capelles a cada lateral. Al segle xix, es construí el campanar actual, de configuració esvelta. L'antic campanar de cadireta encara es conserva damunt l'arc triomfal.
En destaca, principalment, un crist en majestat d'estil romànic que s'ha trobat fa poc en obrir un antic finestral, amb motiu de les obres d'agençament de l'església, l'any 1982. També hi ha una petita ossera datada de l'any 1333 situada a l'interior de l'església, a una certa altura del mur de la banda dreta que antigament era la façana, a l'esquerra de la porta d'entrada. Conté les restes dels senyors Guillem Pere Palol i Guillem de Cornellà. Alhora, cal remarcar una creu d'argent processional del segle xvi i una pica baptismal gòtica.
Prop de Pujals dels Pagesos es troba l'antic veïnat de Palol de Farga format per un conjunt de cases centenàries d'interès notable.